# 圣库加特-萨斯加里加斯
圣库加特-萨斯加里加斯，是西班牙加泰罗尼亚巴塞罗那省的一个市镇。总面积6.3平方公里，总人口974人（2013年），人口密度155人/平方公里。